# Brumov (stacja kolejowa)
Brumov – stacja kolejowa w miejscowości Brumov-Bylnice, w kraju zlińskim, w Czechach. Znajduje się na wysokości 355 m n.p.m.
Na stacji nie ma możliwość zakupu biletów, a obsługa podróżnych odbywa się w pociągu. 

## Linie kolejowe
- 283 Horní Lideč - Bylnice